# محاکمات گابریل فرناندز
محاکمات گابریل فرناندز (انگلیسی: The Trials of Gabriel Fernandez) یک مجموعه تلویزیونی مستند از جنایت واقعی قتل و سوءاستفاده از گابریل فرناندز پسر ۸ ساله اهل پام دیل (کالیفرنیا) در سال ۲۰۱۳ است. این مجموعه تلویزیونی کوتاه در ۶ قسمت توسط نت‌فلیکس، ۲۶ فوریه ۲۰۲۰ منتشر شد.